# Anthrax carbo
Anthrax carbo är en tvåvingeart som beskrevs av Camillo Rondani 1875. Anthrax carbo ingår i släktet Anthrax och familjen svävflugor. Inga underarter finns listade i Catalogue of Life.